# Emblyna hoya
Emblyna hoya är en spindelart som först beskrevs av Chamberlin och Ivie 1941.  Emblyna hoya ingår i släktet Emblyna och familjen kardarspindlar. Inga underarter finns listade i Catalogue of Life.